# Zilda Arns
Zilda Arns Neumann (født 25. august 1934, død 12. januar 2010) var en brasiliansk børnelæge og sundhedsarbejder.
I 1982 grundlagde hun den brasilianske organisation Pastoral da Criança som svar på den høje børnedødelighed i Brasilien.
Hun døde den 12. januar 2010 som følge af Jordskælvet i Haiti. De nærmere omstændigheder omkring hendes død er endnu uvisse. Hun blev 75 år gammel.